# Тропой отчаяния
«Тропой отчаяния» (англ. The Desperate Trail) — американский кинофильм.

## Сюжет
Молодая женщина по имени Сара О’Рурк не в силах терпеть дальнейшие издевательства своего крайне жестокого мужа убивает его, но на её беду свёкром оказывается представитель закона Маршалл Билли Спикс, который приговаривает Сару к смертной казни через повешение. Для казни женщину перевозят на дилижансе в другой город, но по пути ей удаётся сбежать, равно как и мошеннику Джеку Куперу, укравшему перевозившиеся в дилижансе несколько тысяч долларов. Деньги нужны Саре, чтобы начать новую жизнь, и она пускается в погоню за Джеком. Но вскоре они уже вместе будут убегать от преследования Билли Спикса, решившего во имя возмездия преступить закон и пойти на крайние меры.

## В ролях
| Актёр            | Роль                |
| ---------------- | ------------------- |
| Линда Фиорентино | Сара О’Рурк         |
| Сэм Эллиотт      | Маршалл Билли Спикс |
| Крэйг Шеффер     | Джек Купер          |
| Фрэнк Уэйли      | Уолтер Купер        |
| Джон Ферлонг     | Зеб Холлистер       |

## Награды и номинации
| Год  | Премия                               | Категория                                              | Имя         | Результат |
| ---- | ------------------------------------ | ------------------------------------------------------ | ----------- | --------- |
| 1994 | Hamptons International Film Festival | American Independent Production Award: Лучший режиссёр | П. Дж. Пеше | Победа    |